# MHSK Stadioni
Das MHSK Stadioni (voller Name: Markaziy Harbiy Sport Klubi Stadioni) war ein Fußballstadion mit Leichtathletikanlage in Taschkent, Usbekistan. Genutzt wurde es zumeist für Fußballspiele. So war die Heimstätte des Vereins Bunyodkor Taschkent. Aber auch die usbekische Fußballnationalmannschaft trug zum Teil ihre Heimspiele in diesem Stadion aus. 2008 fand in diesem Stadion die U-16-Fußball-Asienmeisterschaft der Asian Football Confederation statt.
Gebaut wurde das Stadion 1986. Zwischen 2007 und 2008 wurde das Stadion für sechs Millionen Dollar renoviert. Nach der Renovierung fasste das Stadion 16.000 Zuschauer. 2008 wurde das Stadion geschlossen und bis 2009 abgerissen, um Platz für den Neubau des Bunyodkor-Stadions zu machen.